# Diatesi applicativa
La diatesi applicativa è un tipo di diatesi che eleva un argomento obliquo di un verbo all'argomento cardine di paziente e indica il ruolo semantico del caso obliquo all'interno del verbo.

## Come si forma
Quando un verbo è flesso alla forma applicativa, la sua valenza può essere incrementata di un argomento, e i verbi intransitivi possono essere convertiti in verbi transitivi. Per esempio, nella lingua Yagua, la frase "egli vi soffia dentro" può essere tradotta con una diatesi attiva in saduu ráviimú, in cui saduu è "soffiare" con un soggetto di terza persona e ráviimú è un caso obliquo col significato di "dentro qualcosa di inanimato". Trasformando la frase utilizzando una diatesi applicativa, essa diventa saduutára, in cui ta è un locativo applicativo e il caso locativo obliquo non esiste più. Il verbo indica l'agente come nella frase attiva e aggiunge un paziente/oggetto mediante ra; il verbo è quindi transitivo.
Le costruzioni applicative vengono utilizzate in molte lingue, in particolar modo nelle lingue agglutinanti, come la lingua nuxálk, la lingua ubykh, la lingua ainu e la lingua bemba.

## Tipi di diatesi applicativa
Una lingua può avere più di una diatesi applicativa, ognuna corrispondente a ruoli diversi, come la diatesi applicativa comitativa, locativa, strumentale o benefattiva. A volte le differenti varietà di diatesi applicative possono essere espresse mediante lo stesso morfema, come nel chichewa (una lingua bantu), nella quale il morfema -ir- forma sia la diatesi strumentale, sia quella locativa. Le diatesi applicative possono inoltre essere le uniche a poter esprimere questo ruolo, come nella Lingua Chaga (anch'essa bantu), dove gli argomenti strumentale, benefattico, malefattivo e locativo sono formati unicamente mediante la diatesi applicativa.
In altre lingue, la diatesi applicativa coesiste con altri metodi di espressione dei suddetti tipi. In queste lingue, la diatesi applicativa è spesso usata per mettere in rilievo un normale argomento obliquo, oppure, come nella lingua Nez Percé per portare un argomento umano o animato al livello di argomento cardine.
La diatesi applicativa ha un grado di convergenza con la diatesi causativa e in alcune lingue le due diatesi sono realizzate in modo identico. Simile nella costruzione ma differente nell'uso e nel significato, è il cosiddetto fenomeno del Dative shift, che compare in lingue come l'inglese.

## Fonti
- Mark Aronoff, Kirsten Fudeman, What is Morphology?, Blackwell Publishing Ltd, 2005, ISBN 0-631-20319-2.
- Sam Mchombo, 25: Chichewa, in Andrew Spencer and Arnold M. Zwicky (a cura di), The Handbook of Morphology, Blackwell Publishers Ltd, 1998, ISBN 0-631-22694-X.
- Marianne Mithun, The Languages of Native North America, Cambridge University Press, 2001, ISBN 0-521-23228-7.
- Thomas Payne, Describing Morphosyntax: A Guide for Field Linguists, Cambridge University Press, 1997, ISBN 0-521-58805-7.